# Xenoblade Chronicles
Xenoblade Chronicles, känt i Japan som Xenoblade (ゼノブレイド Zenobureido?), är ett actionrollspel utvecklat av Monolith Soft och utgett av Nintendo till Wii. Det släpptes 10 juni 2010 i Japan, 19 augusti 2011 i Europa, 1 september 2011 i Australien och 6 april 2012 i Nordamerika. Spelet fick ett starkt mottagande och har sammanställda poäng på 91,78% hos GameRankings och 92 av 100 hos Metacritic.
En Nintendo 3DS-version vid namn Xenoblade Chronicles 3D, som enbart är kompatibel med modellerna New Nintendo 3DS och New Nintendo 3DS XL, släpptes 2 april 2015.
Spelet är en del av Xeno-serien; det föregås av Xenosaga Episode III: Also sprach Zarathustra och följs upp av Xenoblade Chronicles X.